# Liste von Fantasyfilmen der 2010er Jahre
Die Liste der Fantasyfilme der 2010er Jahre gibt einen chronologischen Überblick über Kino- und abendfüllende TV-Produktionen, die seit 2010 in diesem Genre gedreht wurden. Bei der Nutzung ist zu beachten, dass ein Teil der aufgeführten Filme sich mit artverwandten Genres aus dem Bereich der Phantastik wie Horror und Science-Fiction überschneidet, aber auch Drama und Komödie. Die Liste erhebt keinen Anspruch auf Vollständigkeit und unterliegt einem laufenden Erweiterungsprozess.

## 2010
| Titel                                                          | Regie                       | Produktionsland                                                                      |
| -------------------------------------------------------------- | --------------------------- | ------------------------------------------------------------------------------------ |
| Adèle und das Geheimnis des Pharaos                            | Luc Besson                  | Frankreich                                                                           |
| Alice im Wunderland                                            | Tim Burton                  | Vereinigte Staaten                                                                   |
| Alraune – Die Wurzel des Grauens                               | Tripp Reed                  | Vereinigte Staaten                                                                   |
| Arrietty – Die wundersame Welt der Borger                      | Hiromasa Yonebayashi        | Japan                                                                                |
| Arthur und die Minimoys 3 – Die große Entscheidung             | Luc Besson                  | Frankreich                                                                           |
| Bloodrayne: The Third Reich                                    | Uwe Boll                    | Deutschland / Vereinigte Staaten / Kanada                                            |
| Die Chroniken von Narnia: Die Reise auf der Morgenröte         | Michael Apted               | Vereinigte Staaten                                                                   |
| Detective Dee und das Geheimnis der Phantomflammen             | Tsui Hark                   | Hongkong                                                                             |
| Drachenzähmen leicht gemacht                                   | Dean DeBlois, Chris Sanders | Vereinigte Staaten                                                                   |
| Duell der Magier                                               | Jon Turteltaub              | Vereinigte Staaten                                                                   |
| Eclipse – Biss zum Abendrot                                    | David Slade                 | Vereinigte Staaten                                                                   |
| Für immer Shrek                                                | Mike Mitchell               | Vereinigte Staaten                                                                   |
| Fuxia – Die Minihexe                                           | Johan Nijenhuis             | Niederlande                                                                          |
| Gullivers Reisen – Da kommt was Großes auf uns zu              | Rob Letterman               | Vereinigte Staaten                                                                   |
| Harry Potter und die Heiligtümer des Todes: Teil 1             | David Yates                 | Vereinigtes Königreich / Vereinigte Staaten                                          |
| Hexen – Die letzte Schlacht der Templer                        | Pearry Reginald Teo         | Vereinigte Staaten                                                                   |
| Kampf der Titanen                                              | Louis Leterrier             | Vereinigte Staaten                                                                   |
| Krieger des Lichts                                             | Brian A. Metcalf            | Vereinigte Staaten                                                                   |
| Die Legende der Wächter                                        | Zack Snyder                 | Vereinigte Staaten / Australien                                                      |
| Die Legende von Aang                                           | M. Night Shyamalan          | Vereinigte Staaten                                                                   |
| Legion                                                         | Scott Charles Stewart       | Vereinigte Staaten                                                                   |
| Marvel Super Heroes 4D                                         | Joshua Wexler               | Vereinigte Staaten                                                                   |
| Der Nussknacker                                                | Andrei Konchalovsky         | Ungarn / Vereinigtes Königreich                                                      |
| Percy Jackson – Diebe im Olymp                                 | Chris Columbus              | Vereinigte Staaten / Kanada                                                          |
| Prince of Persia: Der Sand der Zeit                            | Mike Newell                 | Vereinigte Staaten                                                                   |
| Rare Exports – Eine Weihnachtsgeschichte                       | Jalmari Helander            | Finnland / Norwegen / Schweden / Frankreich                                          |
| Santa Pfotes großes Weihnachtsabenteuer                        | Robert Vince                | Kanada                                                                               |
| Sherlock Holmes                                                | Rachel Lee Goldenberg       | Vereinigte Staaten / Vereinigtes Königreich                                          |
| Stonehenge Apokalypse                                          | Paul Ziller                 | Vereinigte Staaten / Kanada                                                          |
| Superman/Batman: Apocalypse                                    | Lauren Montgomery           | Vereinigte Staaten                                                                   |
| The Tempest – Der Sturm                                        | Julie Taymor                | Vereinigte Staaten                                                                   |
| Terry Pratchett – Ab die Post                                  | Jon Jones                   | Vereinigtes Königreich                                                               |
| Toy Story 3                                                    | Lee Unkrich                 | Vereinigte Staaten                                                                   |
| Trollhunter                                                    | André Øvredal               | Norwegen                                                                             |
| Uncle Boonmee erinnert sich an seine früheren Leben            | Apichatpong Weerasethakul   | Thailand / Vereinigtes Königreich / Frankreich / Deutschland / Spanien / Niederlande |
| The Warrior’s Way                                              | Lee Sngmoo                  | Neuseeland / Südkorea                                                                |
| Was Frauen wollen                                              | Nancy Meyers                | Vereinigte Staaten                                                                   |
| Werwolf wider Willen                                           | Eric Bross                  | Vereinigte Staaten                                                                   |
| What If … Ein himmlischer Plan                                 | Dallas Jenkins              | Vereinigte Staaten                                                                   |
| When in Rome – Fünf Männer sind vier zuviel                    | Mark Steven Johnson         | Vereinigte Staaten                                                                   |
| Wir sind die Nacht                                             | Dennis Gansel               | Deutschland                                                                          |
| Zahnfee auf Bewährung                                          | Michael Lembeck             | Vereinigte Staaten / Kanada                                                          |
| Eine zauberhafte Nanny – Knall auf Fall in ein neues Abenteuer | Susanna White               | Vereinigtes Königreich                                                               |

## 2011
| Titel                                                   | Regie                   | Produktionsland                             |
| ------------------------------------------------------- | ----------------------- | ------------------------------------------- |
| Age of the Dragons                                      | Ryan Little             | Vereinigte Staaten                          |
| Alfie, der kleine Werwolf                               | Joram Lürsen            | Niederlande                                 |
| Als der Weihnachtsmann vom Himmel fiel                  | Oliver Dieckmann        | Deutschland                                 |
| Alvin und die Chipmunks 3: Chipbruch                    | Mike Mitchell           | Vereinigte Staaten                          |
| Arthur Weihnachtsmann                                   | Sarah Smith, Barry Cook | Vereinigte Staaten                          |
| Beastly                                                 | Daniel Barnz            | Vereinigte Staaten                          |
| Blubberella                                             | Uwe Boll                | Deutschland                                 |
| Breaking Dawn – Biss zum Ende der Nacht, Teil 1         | Bill Condon             | Vereinigte Staaten                          |
| Conan                                                   | Marcus Nispel           | Vereinigte Staaten                          |
| Dragon Crusaders – Im Reich der Kreuzritter und Drachen | Mark Atkins             | Vereinigte Staaten                          |
| Drive Angry                                             | Patrick Lussier         | Vereinigte Staaten                          |
| Faust                                                   | Alexander Sokurrow      | Russland                                    |
| Final Destination 5                                     | Steven Quale            | Vereinigte Staaten                          |
| Der Gestiefelte Kater                                   | Chris Miller            | Vereinigte Staaten                          |
| Gnomeo und Julia                                        | Kelly Asbury            | Vereinigtes Königreich / Vereinigte Staaten |
| Green Lantern                                           | Martin Campbell         | Vereinigte Staaten                          |
| Harry Potter und die Heiligtümer des Todes: Teil 2      | David Yates             | Vereinigtes Königreich / Vereinigte Staaten |
| Die Hexen von Oz                                        | Leigh Scott             | Vereinigte Staaten                          |
| Hop – Osterhase oder Superstar?                         | Tim Hill                | Vereinigte Staaten                          |
| Hotarubi no Mori e                                      | Takahiro Ōmori          | Japan                                       |
| Hugo Cabret                                             | Martin Scorsese         | Vereinigte Staaten                          |
| Kiki and Bubu: Rated R Us                               | Johannes Grenzfurthner  | Österreich                                  |
| Krieg der Götter                                        | Tarsem Singh            | Vereinigte Staaten                          |
| Der letzte Tempelritter                                 | Dominic Sena            | Vereinigte Staaten                          |
| The Mirror Boy                                          | Obi Emelonye            | Nigeria                                     |
| Neverland – Reise in das Land der Abenteuer             | Nick Willing            | Vereinigte Staaten / Vereinigtes Königreich |
| Pirates of the Caribbean – Fremde Gezeiten              | Rob Marshall            | Vereinigte Staaten                          |
| Priest                                                  | Scott Stewart           | Vereinigte Staaten                          |
| Red Riding Hood – Unter dem Wolfsmond                   | Catherine Hardwicke     | Vereinigte Staaten / Kanada                 |
| Die Schlümpfe                                           | Raja Gosnell            | Vereinigte Staaten                          |
| Ein Sommernachtstraum                                   | Peter Luisi             | Schweiz                                     |
| Die Stunde des Wolfes                                   | Matthias Glasner        | Deutschland                                 |
| Sucker Punch                                            | Zack Snyder             | Vereinigte Staaten                          |
| Thor                                                    | Kenneth Branagh         | Vereinigte Staaten                          |
| Thor – Der Allmächtige                                  | Christopher Ray         | Vereinigte Staaten                          |
| Your Highness                                           | David Gordon Green      | Vereinigte Staaten                          |

## 2012
| Titel                                                                  | Regie                                       | Produktionsland                                      |
| ---------------------------------------------------------------------- | ------------------------------------------- | ---------------------------------------------------- |
| Ame & Yuki – Die Wolfskinder                                           | Mamoru Hosoda                               | Japan                                                |
| Beasts of the Southern Wild                                            | Benh Zeitlin                                | Vereinigte Staaten                                   |
| Breaking Dawn – Biss zum Ende der Nacht, Teil 2                        | Bill Condon                                 | Vereinigte Staaten                                   |
| Byzantium                                                              | Neil Jordan                                 | Irland / Vereinigtes Königreich / Vereinigte Staaten |
| Death of a Shadow                                                      | Tom Van Avermaet                            | Belgien                                              |
| Dragon Age: Dawn of the Seeker                                         | Fumihiko Sori                               | Japan                                                |
| Eine Elfe zu Weihnachten                                               | Bradford May                                | Vereinigte Staaten                                   |
| Ghost Rider: Spirit of Vengeance                                       | Mark Neveldine, Brian Taylor                | Vereinigte Staaten                                   |
| Das Haus Anubis – Pfad der 7 Sünden                                    | Jorkos Damen                                | Deutschland / Belgien                                |
| Der Hobbit: Eine unerwartete Reise                                     | Peter Jackson                               | Vereinigte Staaten / Neuseeland                      |
| Ice Age 4 – Voll verschoben                                            | Steve Martino, Mike Thurmeier               | Vereinigte Staaten                                   |
| Imaginaerum by Nightwish                                               | Stobe Harju                                 | Finnland / Kanada                                    |
| Jesus liebt mich                                                       | Florian David Fitz                          | BR Deutschland                                       |
| John Carter – Zwischen zwei Welten                                     | Andrew Stanton                              | Vereinigte Staaten                                   |
| Der Lorax                                                              | Chris Renaud, Kyla Balda                    | Vereinigte Staaten                                   |
| Marvel’s The Avengers                                                  | Joss Whedon                                 | Vereinigte Staaten                                   |
| Merida – Legende der Highlands                                         | Steve Purcell, Mark Andrews, Brenda Chapman | Vereinigte Staaten                                   |
| Monster gegen Mädchen                                                  | Stuart Gillard                              | Vereinigte Staaten                                   |
| Monster High – Mega Monsterparty                                       | Mike Fetterly, Steve Sacks                  | Vereinigte Staaten                                   |
| Partysaurus Rex                                                        | Mark A. Walsh                               | Vereinigte Staaten                                   |
| Die Reise zur geheimnisvollen Insel                                    | Brad Peyton                                 | Vereinigte Staaten                                   |
| Ruby Sparks – Meine fabelhafte Freundin                                | Jonathan Dayton, Valerie Faris              | Vereinigte Staaten                                   |
| Sams im Glück                                                          | Peter Gersina                               | BR Deutschland                                       |
| Santa & Mrs. Claus                                                     | Mark Jean                                   | Kanada                                               |
| Santa Pfote 2 – Die Weihnachts-Welpen                                  | Robert Vince                                | Vereinigte Staaten                                   |
| Schmerzensgeld – Wer reich sein will, muss leiden                      | Ramaa Mosley                                | Vereinigte Staaten                                   |
| Snow White and the Huntsman                                            | Rupert Sanders                              | Vereinigte Staaten                                   |
| Spieglein Spieglein – Die wirklich wahre Geschichte von Schneewittchen | Tarsem Singh                                | Vereinigte Staaten                                   |
| Ted                                                                    | Seth MacFarlane                             | Vereinigte Staaten                                   |
| Underworld: Awakening                                                  | Måns Mårlind, Björn Stein                   | Vereinigte Staaten                                   |
| Die Vampirschwestern                                                   | Wolfgang Groos                              | Deutschland                                          |
| Die Wand                                                               | Julian Pösler                               | Österreich / Deutschland                             |
| Zorn der Titanen                                                       | Jonathan Liebesman                          | Vereinigte Staaten                                   |
| Die zwölf Monate                                                       | Karel Janák                                 | Tschechien                                           |

## 2013
| Titel                                                      | Regie                     | Produktionsland                             |
| ---------------------------------------------------------- | ------------------------- | ------------------------------------------- |
| 47 Ronin                                                   | Carl Rinsch               | Vereinigte Staaten                          |
| Beautiful Creatures – Eine unsterbliche Liebe              | Richard LaGravenese       | Vereinigte Staaten                          |
| Buddy                                                      | Michael Herbig            | Deutschland                                 |
| Christmas Candle – Das Licht der Weihnacht                 | John Stephenson           | Vereinigte Staaten / Vereinigtes Königreich |
| Chroniken der Unterwelt – City of Bones                    | Harald Zwart              | Vereinigte Staaten                          |
| Dark Space                                                 | Emmett Callinan           | Vereinigte Staaten                          |
| Das ist das Ende                                           | Seth Rogen, Evan Goldberg | Vereinigte Staaten                          |
| Detective Dee und der Fluch des Seeungeheuers              | Tsui Hark                 | Hongkong                                    |
| Drachenkrieger – Das Geheimnis der Wikinger                | Mikkel Brænne Sandemose   | Norwegen                                    |
| Die Eiskönigin – Völlig unverfroren                        | Chris Buck, Jennifer Lee  | Vereinigte Staaten                          |
| Epic – Verborgenes Königreich                              | Chris Wedge               | Vereinigte Staaten                          |
| Das erstaunliche Leben des Walter Mitty                    | Ben Stiller               | Vereinigte Staaten                          |
| Die fantastische Welt von Oz                               | Sam Raimi                 | Vereinigte Staaten                          |
| The Forbidden Girl                                         | Till Hastreiter           | Deutschland                                 |
| The Gamers: Hands of Fate                                  | Ben Dobyns, Matt Vancil   | Vereinigte Staaten                          |
| Hänsel und Gretel: Hexenjäger                              | Tommy Wirkola             | Vereinigte Staaten / BR Deutschland         |
| Der Hobbit: Smaugs Einöde                                  | Peter Jackson             | Vereinigte Staaten / Neuseeland             |
| Jack and the Giants                                        | Bryan Singer              | Vereinigte Staaten                          |
| Journey to the West: Conquering the Demons                 | Stephen Chow              | Volksrepublik China                         |
| Justin – Völlig verrittert!                                | Manuel Sicilia            | Spanien                                     |
| My Little Pony: Equestria Girls                            | Jayson Thiessen           | Vereinigte Staaten / Kanada                 |
| Nashorn im Galopp                                          | Erik Schmitt              | Deutschland                                 |
| Odd Thomas                                                 | Stephen Sommers           | Vereinigte Staaten                          |
| Percy Jackson – Im Bann des Zyklopen                       | Thor Freudenthal          | Vereinigte Staaten                          |
| Rubinrot                                                   | Felix Fuchssteiner        | Deutschland                                 |
| Die Rückkehr der Zauberer vom Waverly Place                | Víctor González           | Vereinigte Staaten                          |
| Der Schaum der Tage                                        | Michel Gondry             | Frankreich / Belgien                        |
| Die Schlümpfe 2                                            | Raja Gosnell              | Vereinigte Staaten                          |
| Ted 2                                                      | Seth MacFarlane           | Vereinigte Staaten                          |
| Thor – The Dark Kingdom                                    | Alan Taylor               | Vereinigte Staaten                          |
| Der Traum vom Glück                                        | Jerry Ciccoritti          | Kanada / Vereinigte Staaten                 |
| Das verschollene Medaillon – Die Abenteuer von Billy Stone | Bill Muir                 | Vereinigte Staaten                          |
| Wolkig mit Aussicht auf Fleischbällchen 2                  | Cody Cameron, Kris Pearn  | Vereinigte Staaten                          |

## 2014
| Titel                                           | Regie                                 | Produktionsland                                        |
| ----------------------------------------------- | ------------------------------------- | ------------------------------------------------------ |
| Der 7bte Zwerg                                  | Boris Aljinovic, Harald Siepermann    | Deutschland                                            |
| 16 über Nacht!                                  | Sven Bohse                            | Deutschland                                            |
| Bibi & Tina                                     | Detlev Buck                           | Deutschland                                            |
| Bibi & Tina: Voll verhext!                      | Detlev Buck                           | Deutschland                                            |
| Black Butler – Ein Teufel von einem Butler      | Kentarō Ōtani, Kei'ichi Satō          | Japan                                                  |
| Die Boxtrolls                                   | Graham Annable, Anthony Stacchi       | Vereinigte Staaten                                     |
| Drachenzähmen leicht gemacht 2                  | Dean DeBlois                          | Vereinigte Staaten                                     |
| Dracula Untold                                  | Gary Shore                            | Vereinigte Staaten / Vereinigtes Königreich            |
| Hercules                                        | Brett Ratner                          | Vereinigte Staaten                                     |
| Die Gstettensaga: The Rise of Echsenfriedl      | Johannes Grenzfurthner                | Österreich                                             |
| Der Hobbit: Die Schlacht der Fünf Heere         | Peter Jackson                         | Neuseeland / Vereinigte Staaten                        |
| I, Frankenstein                                 | Stuart Beattie                        | Vereinigte Staaten                                     |
| Into the Woods                                  | Rob Marshall                          | Vereinigte Staaten / Vereinigtes Königreich            |
| Kikis kleiner Lieferservice                     | Takashi Shimizu                       | Japan                                                  |
| Left Behind                                     | Vic Armstrong                         | Vereinigte Staaten                                     |
| The Legend of Hercules                          | Renny Harlin                          | Vereinigte Staaten                                     |
| The LEGO Movie                                  | Phil Lord, Chris Miller               | Vereinigte Staaten / Australien                        |
| Lost River                                      | Ryan Gosling                          | Vereinigte Staaten                                     |
| Das magische Buch von Arkandias                 | Alexandre Castagnetti, Julien Simonet | Frankreich                                             |
| Maleficent – Die dunkle Fee                     | Robert Stromberg                      | Vereinigte Staaten                                     |
| Manolo und das Buch des Lebens                  | Jorge Gutiérrez                       | Vereinigte Staaten                                     |
| Die Melodie des Meeres                          | Tomm Moore                            | Belgien / Dänemark / Frankreich / Irland / Luxemburg   |
| Muppets Most Wanted                             | James Bobin                           | Vereinigte Staaten                                     |
| My Little Pony: Equestria Girls – Rainbow Rocks | Jayson Thiessen                       | Vereinigte Staaten / Kanada                            |
| Nachts im Museum: Das geheimnisvolle Grabmal    | Shawn Levy                            | Vereinigte Staaten                                     |
| Noah                                            | Darren Aronofsky                      | Vereinigte Staaten                                     |
| P-51 Dragon Fighter                             | Mark Atkins                           | Vereinigte Staaten                                     |
| Rettet Weihnachten!                             | Christopher Smith                     | Vereinigtes Königreich                                 |
| Saphirblau                                      | Felix Fuchssteiner, Katharina Schöde  | Deutschland                                            |
| Die Schöne und das Biest                        | Christophe Gans                       | Frankreich / Deutschland                               |
| Seventh Son                                     | Sergei Wladimirowitsch Bodrow         | Vereinigte Staaten / Vereinigtes Königreich / Russland |
| Teenland                                        | Marie Grahtø Sørensen                 | Dänemark                                               |
| Tinkerbell und die Legende vom Nimmerbiest      | Steve Loter                           | Vereinigte Staaten                                     |
| Vampire Academy                                 | Mark Waters                           | Vereinigte Staaten                                     |
| Die Vampirschwestern 2 – Fledermäuse im Bauch   | Wolfgang Groos                        | Deutschland                                            |
| Winter’s Tale                                   | Akiva Goldsman                        | Vereinigte Staaten                                     |
| Der Zufrühkommer                                | Dan Beers                             | Vereinigte Staaten                                     |

## 2015
| Titel                                       | Regie                                                                       | Produktionsland                                          |
| ------------------------------------------- | --------------------------------------------------------------------------- | -------------------------------------------------------- |
| ABCs of Superheroes                         | Jens Holzheuer, Oliver Tietgen                                              | Deutschland                                              |
| Alvin und die Chipmunks: Road Chip          | Walt Becker                                                                 | Vereinigte Staaten                                       |
| Arthur und Merlin                           | Marco van Belle                                                             | Vereinigtes Königreich                                   |
| Attack on Titan                             | Shinji Higuchi                                                              | Japan                                                    |
| Avengers Grimm                              | Jeremy M. Inman                                                             | Vereinigte Staaten                                       |
| Chateau De Sable                            | Quentin Deleau, Lucie Foncelle, Maxime Goudal, Julien Paris, Sylvain Robert | Frankreich                                               |
| Cinderella                                  | Kenneth Branagh                                                             | Vereinigte Staaten                                       |
| Crimson Peak                                | Guillermo del Toro                                                          | Vereinigte Staaten                                       |
| Descendants – Die Nachkommen                | Kenny Ortega                                                                | Vereinigte Staaten                                       |
| Dragon – Love Is a Scary Tale               | Indar Dzhendubaev                                                           | Russland                                                 |
| Fantastic Four                              | Josh Trank                                                                  | Vereinigte Staaten                                       |
| Für immer Adaline                           | Lee Toland Krieger                                                          | Vereinigte Staaten                                       |
| Gänsehaut                                   | Rob Letterman                                                               | Vereinigte Staaten / Australien                          |
| Gekijōban Date A Live: Mayuri Judgement     | Keitarō Motonaga                                                            | Japan                                                    |
| Die Hüterin der Wahrheit – Dinas Bestimmung | Kenneth Kainz                                                               | Dänemark / Tschechien / Schweden / Norwegen / Island     |
| Der Kleine Prinz                            | Mark Osborne                                                                | Frankreich                                               |
| The Last Witch Hunter                       | Breck Eisner                                                                | Vereinigte Staaten / Volksrepublik China                 |
| Magdalenas Akte                             | Konrad Bogusław Bach                                                        | Deutschland                                              |
| Mara und der Feuerbringer                   | Tommy Krappweis                                                             | Deutschland                                              |
| Molly Moon                                  | Christopher N. Rowley                                                       | Vereinigtes Königreich                                   |
| Pan                                         | Joe Wright                                                                  | Vereinigte Staaten / Vereinigtes Königreich / Australien |
| Seventh Son                                 | Sergei Wladimirowitsch Bodrow                                               | Vereinigte Staaten / Vereinigtes Königreich / Russland   |
| Star Wars: Das Erwachen der Macht           | J.J. Abrams                                                                 | Vereinigte Staaten                                       |
| Strange Magic                               | Gary Rydstrom                                                               | Vereinigte Staaten                                       |
| Superwelt                                   | Karl Markovics                                                              | Österreich                                               |
| Ted 2                                       | Seth MacFarlane                                                             | Vereinigte Staaten                                       |
| A World Beyond                              | Brad Bird                                                                   | Vereinigte Staaten                                       |

## 2016
| Titel                                                                      | Regie                                | Produktionsland                                       |
| -------------------------------------------------------------------------- | ------------------------------------ | ----------------------------------------------------- |
| Albion: Der verzauberte Hengst                                             | Castille Landon                      | Vereinigte Staaten                                    |
| Alice im Wunderland – Hinter den Spiegeln                                  | James Bobin                          | Vereinigte Staaten                                    |
| Assassin’s Creed                                                           | Justin Kurzel                        | Vereinigte Staaten / Frankreich                       |
| Beauty And The Beast XXX                                                   | Harry Sparks                         | Vereinigte Staaten                                    |
| BFG – Big Friendly Giant                                                   | Steven Spielberg                     | Vereinigte Staaten / Vereinigtes Königreich / Kanada  |
| Bibi & Tina: Mädchen gegen Jungs                                           | Detlev Buck                          | Deutschland                                           |
| Colossal                                                                   | Nacho Vigalondo                      | Spanien / Kanada                                      |
| Doctor Strange                                                             | Scott Derrickson                     | Vereinigte Staaten                                    |
| Dolores                                                                    | Michael Rösel                        | Deutschland                                           |
| Elliot, der Drache                                                         | David Lowery                         | Vereinigte Staaten                                    |
| Ghostbusters                                                               | Paul Feig                            | Vereinigte Staaten                                    |
| Gods of Egypt                                                              | Alex Proyas                          | Vereinigte Staaten / Australien                       |
| The Great Wall                                                             | Zhang Yimou                          | Volksrepublik China / Vereinigte Staaten              |
| Gutterdämmerung                                                            | Björn Tagemose                       | Vereinigte Staaten                                    |
| Himmlische Weihnachten                                                     | Paul Shapiro                         | Vereinigte Staaten                                    |
| The Huntsman & The Ice Queen                                               | Cedric Nicolas-Troyan                | Vereinigte Staaten                                    |
| Ice Age 5 – Kollision voraus!                                              | Galen T. Chu, Mike Thurmeier         | Vereinigte Staaten                                    |
| In einem Land vor unserer Zeit XIV – Die Reise der mutigen Saurier-Freunde | Davis Doi                            | Vereinigte Staaten                                    |
| Die Insel der besonderen Kinder                                            | Tim Burton                           | Vereinigte Staaten / Vereinigtes Königreich           |
| Jem and the Holograms                                                      | Jon M. Chu                           | Vereinigte Staaten                                    |
| The Jungle Book                                                            | Jon Favreau                          | Vereinigte Staaten                                    |
| Kingsglaive: Final Fantasy XV                                              | Takeshi Nozue                        | Japan                                                 |
| Kubo – Der tapfere Samurai                                                 | Travis Knight                        | Vereinigte Staaten                                    |
| Phantastische Tierwesen und wo sie zu finden sind                          | David Yates                          | Vereinigtes Königreich / Vereinigte Staaten           |
| Plötzlich Santa                                                            | Terje Rangnes                        | Norwegen                                              |
| Rogue One: A Star Wars Story                                               | Gareth Edwards                       | Vereinigte Staaten                                    |
| Die rote Schildkröte                                                       | Michael Dudok de Wit                 | Frankreich / Japan / Belgien                          |
| Savva – Ein Held rettet die Welt                                           | Maxim Fadejew                        | Russland / Vereinigtes Königreich                     |
| Shape of Water – Das Flüstern des Wassers                                  | Guillermo del Toro                   | Vereinigte Staaten                                    |
| Sieben Minuten nach Mitternacht                                            | Juan Antonio Bayona                  | Vereinigte Staaten / Spanien / Vereinigtes Königreich |
| Smaragdgrün                                                                | Felix Fuchssteiner, Katharina Schöde | Deutschland                                           |
| Ein Sommernachtstraum                                                      | David Kerr                           | Vereinigtes Königreich                                |
| Suicide Squad                                                              | David Ayer                           | Vereinigte Staaten                                    |
| Trolls                                                                     | Mike Mitchell, Walt Dohm             | Vereinigtes Königreich / Vereinigte Staaten           |
| Underworld: Blood Wars                                                     | Anna Foerster                        | Vereinigte Staaten                                    |
| Vaiana                                                                     | Ron Clements, John Musker            | Vereinigte Staaten                                    |
| Die Vampirschwestern 3 – Reise nach Transsilvanien                         | Tim Trachte                          | Deutschland                                           |
| Warcraft: The Beginning                                                    | Duncan Jones                         | Vereinigte Staaten                                    |
| The Warriors Gate                                                          | Matthias Hoene                       | Frankreich / Volksrepublik China                      |
| Yoga Hosers                                                                | Kevin Smith                          | Vereinigte Staaten                                    |
| Your Name. – Gestern, heute und für immer                                  | Makoto Shinkai                       | Japan                                                 |

## 2017
| Titel                                       | Regie                             | Produktionsland                                                             |
| ------------------------------------------- | --------------------------------- | --------------------------------------------------------------------------- |
| Along with the Gods: The Two Worlds         | Kim Yong-hwa                      | Südkorea                                                                    |
| Als der Weihnachtsmann vom Himmel fiel      | Martin Stefaniak, Julian Köberer  | Deutschland                                                                 |
| Bailey – Ein Freund fürs Leben              | Lasse Hallström                   | Vereinigte Staaten                                                          |
| Bibi & Tina: Tohuwabohu Total               | Detlev Buck                       | Deutschland                                                                 |
| Bright                                      | David Ayer                        | Vereinigte Staaten                                                          |
| Coco – Lebendiger als das Leben!            | Lee Unkrich                       | Vereinigte Staaten                                                          |
| Death Note                                  | Adam Wingard                      | Vereinigte Staaten                                                          |
| Descendants 2 – Die Nachkommen              | Kenny Ortega                      | Vereinigte Staaten                                                          |
| Der Dunkle Turm                             | Nikolaj Arcel                     | Vereinigte Staaten                                                          |
| Espen und die Legende vom Bergkönig         | Mikkel Brænne Sandemose           | Norwegen                                                                    |
| Farbenlehre                                 | Peter Jonas                       | Deutschland                                                                 |
| A Ghost Story                               | David Lowery                      | Vereinigte Staaten                                                          |
| Gnomes & Trolls                             | Peter Lepeniotis                  | Vereinigte Staaten / Kanada / Vereinigtes Königreich                        |
| I Kill Giants                               | Anders Walter                     | Belgien / Volksrepublik China / Vereinigtes Königreich / Vereinigte Staaten |
| Jumanji: Willkommen im Dschungel            | Jake Kasdan                       | Vereinigte Staaten                                                          |
| King Arthur: Excalibur Rising               | Antony Smith                      | Vereinigtes Königreich                                                      |
| King Arthur: Legend of the Sword            | Guy Ritchie                       | Vereinigte Staaten                                                          |
| Kong: Skull Island                          | Jordan Vogt-Roberts               | Vereinigte Staaten                                                          |
| Mary und die Blume der Hexen                | Hiromasa Yonebayashi              | Japan                                                                       |
| Die Mumie                                   | Alex Kurtzman                     | Vereinigte Staaten                                                          |
| My Little Pony – Der Film                   | Jayson Thiessen                   | Vereinigte Staaten / Kanada                                                 |
| Pirates of the Caribbean: Salazars Rache    | Joachim Rønning, Espen Sandberg   | Vereinigte Staaten                                                          |
| Power Rangers                               | Dean Israelite                    | Vereinigte Staaten                                                          |
| Rendel                                      | Jesse Haaja                       | Finnland                                                                    |
| Santa & Co. – Wer rettet Weihnachten?       | Alain Chabat                      | Frankreich, Belgien                                                         |
| Saturday Church                             | Damon Cardasis                    | Vereinigte Staaten                                                          |
| Die Schlümpfe – Das verlorene Dorf          | Kelly Asbury                      | Vereinigte Staaten                                                          |
| Die Schöne und das Biest                    | Bill Condon                       | Vereinigte Staaten                                                          |
| Sicilian Ghost Story                        | Fabio Grassadonia, Antonio Piazza | Frankreich / Italien / Schweiz                                              |
| Solo: A Star Wars Story                     | Ron Howard                        | Vereinigte Staaten                                                          |
| Star Wars: Die letzten Jedi                 | Rian Johnson                      | Vereinigte Staaten                                                          |
| Stephanie – Das Böse in ihr                 | Akiva Goldsman                    | Vereinigte Staaten                                                          |
| Sword Art Online – The Movie: Ordinal Scale | Tomohiko Itō                      | Japan                                                                       |
| Thelma                                      | Joachim Trier                     | Norwegen / Frankreich / Dänemark / Schweden                                 |
| Timm Thaler oder das verkaufte Lachen       | Andreas Dresen                    | Deutschland                                                                 |
| Thor: Tag der Entscheidung                  | Taika Waititi                     | Vereinigte Staaten                                                          |
| Wonder Woman                                | Patty Jenkins                     | Vereinigte Staaten                                                          |
| Your Voice: Kimikoe                         | Naoyuki Itō                       | Japan                                                                       |

## 2018
| Titel                                            | Regie                         | Produktionsland                             |
| ------------------------------------------------ | ----------------------------- | ------------------------------------------- |
| Along with the Gods: The Last 49 Days            | Kim Yong-hwa                  | Südkorea                                    |
| Bleach                                           | Shinsuke Sato                 | Japan                                       |
| Border                                           | Ali Abbasi                    | Schweden / Dänemark                         |
| Christopher Robin                                | Marc Forster                  | Vereinigte Staaten                          |
| Gänsehaut 2 – Gruseliges Halloween               | Ari Sandel                    | Vereinigte Staaten                          |
| Der Grinch                                       | Scott Mosier, Yarrow Cheney   | Vereinigte Staaten                          |
| Das Haus der geheimnisvollen Uhren               | Eli Roth                      | Vereinigte Staaten                          |
| Jim Knopf und Lukas der Lokomotivführer          | Dennis Gansel                 | Deutschland / Vereinigte Staaten            |
| Letztendlich sind wir dem Universum egal         | Michael Sucsy                 | Vereinigte Staaten                          |
| Mandy                                            | Panos Cosmatos                | Vereinigte Staaten / Belgien                |
| Maquia – Eine unsterbliche Liebesgeschichte      | Mari Okada                    | Japan                                       |
| Mary Poppins’ Rückkehr                           | Rob Marshall                  | Vereinigte Staaten                          |
| Meine teuflisch gute Freundin                    | Marco Petry                   | Deutschland                                 |
| Mirai – Das Mädchen aus der Zukunft              | Mamoru Hosoda                 | Japan                                       |
| Der Nussknacker und die vier Reiche              | Lasse Hallström, Joe Johnston | Vereinigte Staaten                          |
| Phantastische Tierwesen: Grindelwalds Verbrechen | David Yates                   | Vereinigtes Königreich / Vereinigte Staaten |
| Tomb Raider                                      | Roar Uthaug                   | Vereinigte Staaten / Vereinigtes Königreich |
| Sorry to Bother You                              | Boots Riley                   | Vereinigte Staaten                          |
| Voldemort: Origins of the Heir                   | Gianmaria Pezzato             | Italien                                     |
| Wildling                                         | Fritz Böhm                    | Vereinigte Staaten                          |
| Willkommen in Marwen                             | Robert Zemeckis               | Vereinigte Staaten                          |
| Das Zeiträtsel                                   | Ava DuVernay                  | Vereinigte Staaten                          |

## 2019
| Titel                                                     | Regie                       | Produktionsland                                          |
| --------------------------------------------------------- | --------------------------- | -------------------------------------------------------- |
| Aladdin                                                   | Guy Ritchie                 | Vereinigte Staaten                                       |
| Benjamin Blümchen                                         | Tim Trachte                 | Deutschland                                              |
| Butt Boy                                                  | Tyler Cornack               | Vereinigte Staaten                                       |
| Cats                                                      | Tom Hooper                  | Vereinigte Staaten / Vereinigtes Königreich              |
| Cleo                                                      | Erik Schmitt                | Deutschland                                              |
| Descendants 3 – Die Nachkommen                            | Kenny Ortega                | Vereinigte Staaten                                       |
| Die Addams Family                                         | Greg Tiernan, Conrad Vernon | Vereinigte Staaten                                       |
| Drachenzähmen leicht gemacht 3: Die geheime Welt          | Dean DeBlois                | Vereinigte Staaten                                       |
| Dumbo                                                     | Tim Burton                  | Vereinigte Staaten                                       |
| Die Eiskönigin II                                         | Jennifer Lee, Chris Buck    | Vereinigte Staaten                                       |
| Espen und die Legende vom goldenen Schloss                | Mikkel Brænne Sandemose     | Norwegen                                                 |
| Extra Ordinary – Geisterjagd für Anfänger                 | Mike Ahern, Enda Loughman   | Irland / Belgien                                         |
| First Cow                                                 | Kelly Reichardt             | Vereinigte Staaten                                       |
| Ghost Town Anthology                                      | Denis Côté                  | Kanada                                                   |
| Godzilla II: King of the Monsters                         | Michael Dougherty           | Vereinigte Staaten                                       |
| Hellboy – Call of Darkness                                | Neil Marshall               | Vereinigte Staaten                                       |
| Die Hüterin der Wahrheit 2: Dina und die schwarze Magie   | Ask Hasselbalch             | Dänemark / Tschechien                                    |
| Jumanji: The Next Level                                   | Jake Kasdan                 | Vereinigte Staaten                                       |
| Der König der Löwen                                       | Jon Favreau                 | Vereinigte Staaten                                       |
| Kono Subarashii Sekai ni Shukufuku o!: Kurenai Densetsu   | J.C.Staff                   | Japan                                                    |
| The LEGO Movie 2                                          | Mike Mitchell               | Vereinigte Staaten                                       |
| Der Leuchtturm                                            | Robert Eggers               | Vereinigte Staaten                                       |
| Maleficent: Mächte der Finsternis                         | Joachim Rønning             | Vereinigte Staaten                                       |
| Mister Link – Ein fellig verrücktes Abenteuer             | Chris Butler                | Vereinigte Staaten                                       |
| Noelle                                                    | Marc Lawrence               | Vereinigte Staaten                                       |
| The Place of No Words                                     | Mark Webber                 | Australien / Vereinigte Staaten / Vereinigtes Königreich |
| Pokémon Meisterdetektiv Pikachu                           | Rob Letterman               | Vereinigte Staaten / Japan                               |
| Reven og Nissen                                           | Are Austnes, Yaprak Morali  | Norwegen                                                 |
| Ricky – Wunder geschehen                                  | François Ozon               | Frankreich, Italien                                      |
| Shazam!                                                   | David F. Sandberg           | Vereinigte Staaten                                       |
| Supervized                                                | Steve Barron                | Vereinigtes Königreich, Irland                           |
| Susi und Strolch                                          | Charlie Bean                | Vereinigte Staaten                                       |
| A Toy Story: Alles hört auf kein Kommando                 | Josh Cooley                 | Vereinigte Staaten                                       |
| Die Weite der Nacht                                       | Andrew Patterson            | Vereinigte Staaten                                       |
| Was Männer wollen                                         | Adam Shankmann              | Kanada                                                   |
| Weathering With You – Das Mädchen, das die Sonne berührte | Makoto Shinkai              | Japan                                                    |
| Wenn du König wärst                                       | Joe Cornish                 | Vereinigtes Königreich                                   |
| Vier zauberhafte Schwestern                               | Sven Unterwaldt             | Deutschland / Österreich / Italien / Belgien             |
| Willkommen im Wunder Park                                 | Dylan Brown                 | Spanien / Vereinigte Staaten                             |
| Yesterday                                                 | Danny Boyle                 | Vereinigtes Königreich                                   |
| Zombi Child                                               | Bertrand Bonell             | Frankreich                                               |